# Nei bassi fondi
Nei bassi fondi (The Hoodlum) è un film muto del 1919 diretto da Sidney Franklin. La sceneggiatura di Bernard McConville è un adattamento di Burkeses Amy, un romanzo di Julie Mathilde Lippman pubblicato a New York nel 1915.

## Trama
La viziatissima Amy Burke vive in una lussuosa magione col nonno Alexander Guthrie, uno spregiudicato uomo d'affari newyorchese. Guthrie programma per sé e la nipote una vacanza in Europa, ma Amy si tira indietro all'ultimo momento, anche perché fa la sua inattesa apparizione il padre della ragazza, John Burke, che evidentemente era uso assentarsi per lunghi periodi: il contrasto fenomenale è che John Burke abita uno squallido appartamentino in un quartiere malfamato della città. Appena giuntavi, Amy si pente di non essere partita col nonno, e non riesce ad adattarsi all'ambiente degradato rispetto a quello che la circondava prima. Almeno fino a quando il padre non la convince a mescolarsi fra gli abitanti della zona, a essere come loro, una di loro. Impresa nella quale Amy riesce alla perfezione, trasformandosi in breve in un vero "maschiaccio", una malandrina di prim'ordine.
Ma Alexander Guthrie non era partito per l'Europa: incuriosito dalla situazione, aveva deciso di indagare sulle intenzioni della nipote, e – adottando un travestimento neache troppo marcato che comunque riesce a trarre in inganno tutti -, con un nome falso prende in affitto una camera nello stesso caseggiato della nipote. Inizialmente Guthrie è decisamente indignato dalla metamorfosi di Amy, da snob dell'alta società a furfantella di strada; ma col tempo inizia a notare e ad apprezzare gli slanci altruistici della nipote, che – cosa che non avrebbe mai pensato di fare quando condivideva la vita agiata e sostanzialmente misantropica del nonno - si sforza di porre rimedio alle situazioni di indigenza che incontra nel quartiere, e alle quali egli contribuisce finanziariamente, dando inizio in tal modo anche al proprio rinnovamento interiore, nel senso di un umanitarianesimo che già aveva visto nascere in Amy. Guthrie rientra infine a casa propria.
Ora, nell'andirivieni di figure pittoresche che gremiscono il rione popolare, spicca il giovane William Turner, che si lega di affettuosa amicizia con Amy. Alla fine Turner risulta essere stato un capro espiatorio in un'oscura vicenda che aveva coinvolto Alexander Guthrie: Turner aveva scontato un anno di prigione, falsamente accusato e recluso per un misfatto il cui vero responsabile era stato Guthrie. Le prove della riabilitazione morale di Turner erano celate nella cassaforte di Guthrie: ragion per cui Amy, insieme a Turner, penetra nottetempo nella residenza del nonno per aprirne l'armadio blindato, in una sorta di effrazione (se non fosse per il fatto che Amy stava semplicemente rientrando a casa sua). Simili sottigliezze non potevano che sfuggire alla polizia e agli scagnozzi di Guthrie, che irrompono tutti quanti, armati, nell'abitazione, e colgono Amy e Turner sul fatto.
La vicenda si conclude, quella stessa notte, "a tarallucci e vino", le parti si riconciliano, gli armati vengono fatti ritirare, nessuna denuncia viene sporta, nulla viene detto sull'eventuale colpevolezza di Guthrie (che comunque asserisce di voler ristabilire l'onore di Turner). Di lì a poco Amy e Turner si sposano.

## Produzione
Il film fu prodotto dalla Mary Pickford Company.

## Distribuzione
Il copyright del film, richiesto dalla Mary Pickford and First National Exhibitors Circuit, fu registrato il 18 agosto 1919 con il numero LP14081.
Distribuito dalla First National Exhibitors' Circuit, il film uscì nelle sale statunitensi il 31 agosto 1919.
Copia completa della pellicola si trova conservata negli archivi del George Eastman House di Rochester, del Gosfilmofond di Mosca e dell'UCLA Film And Television Archive di Los Angeles.